# Губка Боб Квадратні Штани (сезон 16)
Шістнадцятий сезон мультсеріалу «Губка Боб Квадратні Штани», створеного колишнім морським біологом та аніматором Стівеном Гілленбургом, прем'єра відбулася на Nickelodeon 27 червня 2025 року.  Серіал розповідає про пригоди головного героя та його друзів у вигаданому підводному місті Бікіні-Боттом.

## Список серій
| № серії (загалом)                                                                          | № серії (в сезоні) | Назва серії                                                                             | Режисер(и)                              | Сценарист(и)                                      | Оригінальна дата показу | Код серії      | Глядачів у США (млн) |
| ------------------------------------------------------------------------------------------ | ------------------ | --------------------------------------------------------------------------------------- | --------------------------------------- | ------------------------------------------------- | ----------------------- | -------------- | -------------------- |
| Буде оголошено                                                                             | Буде оголошено     | «SpongeBob and Patrick's Timeline Twist-Up» «Зміна часової шкали Губки Боба та Патріка» | Дейв Каннінгем, Шерм Коен та Іен Васкес | Люк Брукшир, Денні Джованніні, Ендрю Гудман і Каз | 27 червня 2025          | Буде оголошено | Буде оголошено       |
| Коли шафа часу Патріка виходить з ладу, історію Губки Боба переписують мандрівники в часі. |                    |                                                                                         |                                         |                                                   |                         |                |                      |
| Буде оголошено                                                                             | Буде оголошено     | Буде оголошено                                                                          | Буде оголошено                          | Буде оголошено                                    | Буде оголошено          | Буде оголошено | Буде оголошено       |